# HD290695
HD290695 є хімічно пекулярною зорею спектрального класу
A7 й має видиму зоряну величину в смузі V приблизно 10,8.